# Qualitätsmanagementsystem
Ein Qualitätsmanagementsystem (Abk. QMS) ist eine Methode der Unternehmensführung. Ziel ist ein systematisches Qualitätsmanagement.

## Ziel
Qualitätsmanagementsysteme stellen sicher, dass die Systemqualität, Prozessqualität und die Produktqualität in einer Organisation geprüft und verbessert werden. Ziel eines Qualitätsmanagementsystems ist eine dauerhafte Verbesserung der Unternehmensleistung.
Das System ist dabei grundsätzlich anwendbar auf alle Branchen, Unternehmensgrößen und -strukturen. Das System beschreibt die Methodik und liefert das Handwerkzeug, nach dem die Mitarbeiter im Qualitätsmanagement eines speziellen Unternehmens dann ihre individuellen Verfahren zur Sicherung und Verbesserung der Qualität ausrichten.

## QM-Systeme
Die am weitesten verbreitete Norm, die die Anforderungen an ein Qualitätsmanagementsystem festlegt, ist die  DIN EN ISO 9001:2015-11. Daneben gibt es eine Reihe von branchenbezogenen Normen, als Beispiel seien hier genannt:
- VDA 6.1 (Automobilindustrie)
- IATF 16949 (Automobilindustrie)
- EN 9100 (Luftfahrt)
- ISO 13485 (Medizintechnik)
- ISO 22163 (Bahnstandard IRIS)
- TL 9000 (Telekommunikation)

## QM-Modelle
- EFQM-Modell der European Foundation for Quality Management (The Excellence Model)
- Six Sigma
- LQW – Qualitätstestierung

## Vorschriften
In vielen Branchen ist den Unternehmen vorgeschrieben, ein Qualitätsmanagementsystem einzuführen, um die Fähigkeit eines Unternehmens zu dokumentieren, kunden- und gesetzliche Anforderungen mit dem Ziel der Kundenzufriedenheit zu erfüllen:
Pharmazie:
Für die pharmazeutische Industrie ist ein Qualitätsmanagementsystem nach den Vorgaben der Guten Herstellungspraxis (GMP) verbindlich vorgeschrieben.
Medizin:
| EU-Richtlinie | Anwendung für                                                            |
| ------------- | ------------------------------------------------------------------------ |
| 93/42/EWG     | verbindliche Vorgaben eines QMS für die Herstellung von Medizinprodukten |
| 90/385/EWG    | für aktive implantierbare medizinische Geräte                            |
| 98/79/EG      | für In-vitro-Diagnostika (IVD)                                           |

Zusätzliche kann nach Medizinprodukte-Norm EN ISO 13485 zertifiziert werden.
Produkte mit CE-Zeichen:
Für Produkte in Europa mit CE-Zeichen gelten EU-Richtlinien mit Gesetzesbedeutung, welche ein Qualitätsmanagementsystem verbindlich vorschreiben.
Die ISO 9000-Normenreihe und EU-Richtlinien in Verbindung mit CE-Zeichen unterscheiden:
- Qualitätsmanagementsystem: erstreckt sich auf mindestens alle Teile der Herstellung
- vollständiges Qualitätsmanagementsystem: bindet alle Teile von Herstellung, Vertrieb und Entwicklung der Produkte in das QMS ein